# 7 janvier 1964
Le mardi 7 janvier 1964 est le 7e jour de l'année 1964.

## Naissances
- Anna-Maja Henriksson, femme politique finnoise
- Bratan Tsenov, lutteur bulgare
- Christian Louboutin, styliste de chaussure haute-couture
- Darnell Martin, cinéaste américaine
- Hervé Balland, fondeur français
- Nicolas Cage, acteur américain
- Reggie de Jong, nageuse néerlandaise

## Décès
- Bernard Herzbrun (né le 10 janvier 1891), directeur artistique américain
- Cesáreo Onzari (né en 1903), footballeur argentin
- Colin McPhee (né le 15 mars 1900), compositeur canadien
- Cyril Davies (né le 23 janvier 1932), chanteur et harmoniciste de rhythm and blues
- Dòmhnall Ruadh Phàislig (né en octobre 1889), sonneur et barde gael
- Madlaine Traverse (née le 1er août 1875), actrice américaine
- Reg Parnell (né le 2 juillet 1911), pilote automobile
- Reinhold Habisch (né le 8 janvier 1889), animateur d'évènements sportifs
- Tage Kemp (né le 28 août 1896), médecin et généticien danois

## Événements
- Fondation de la société hôtelière tunisienne Marhaba